# Siliwonki
Siliwonki – wieś sołecka w Polsce położona w województwie mazowieckim, w powiecie łosickim, w gminie Huszlew.
W latach 1975–1998 miejscowość administracyjnie należała do województwa bialskopodlaskiego.
Wierni Kościoła rzymskokatolickiego należą do parafii Matki Bożej Anielskiej w Mostowie.